# Quanta Plus
Quanta Plus — вільний HTML-редактор, що входить до складу KDE. Підтримує HTML, XHTML, CSS, XML, PHP та інші скриптові та основані на XML мови.

## Можливості програми
- Підтримка проектів
- WYSIWYG-редактор для HTML і CSS
- Редактор з підсвічуванням синтаксису і доповненням коду
- Вбудований попередній перегляд
- Зневаджувач для PHP
- Підтримка CVS та Subversion